# Stan senatorski (I Rzeczpospolita)
Stan senatorski (I Rzeczpospolita) (łac. Ordo Senatorius) – szlachta w I Rzeczypospolitej sprawująca urzędy senatorskie.